# Геркомер, Губерт фон
Сэр Губерт фон Геркомер (англ. Hubert von Herkomer; 26 мая 1849, Валь, Бавария — 31 марта 1914, Бадли Салтертон, Девоншир) — немецкий и английский художник, график, иллюстратор, писатель, театральный — и кинорежиссёр. Один из основоположников автоспорта в Германии.

## Жизнь и творчество

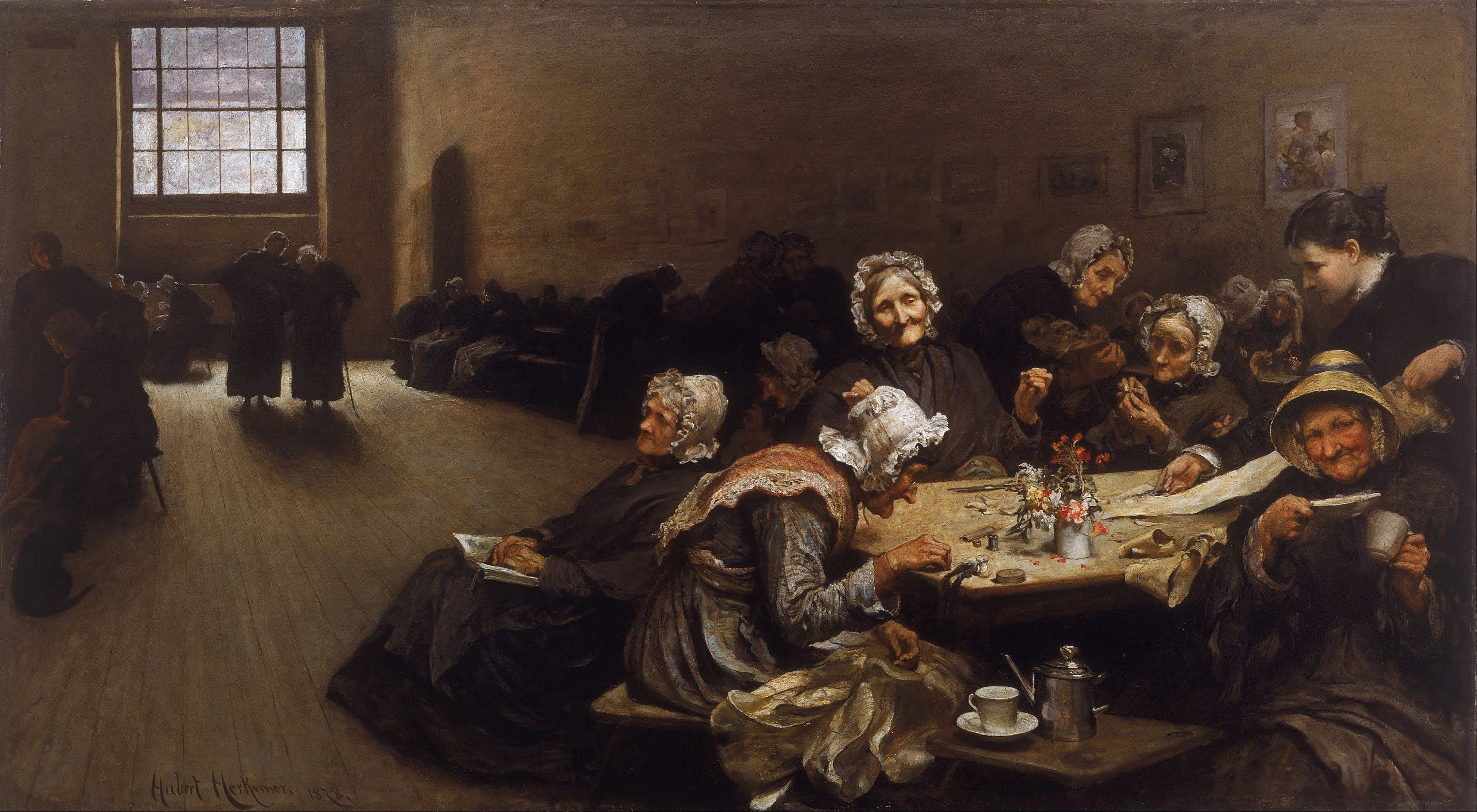
Вечер в работном доме.

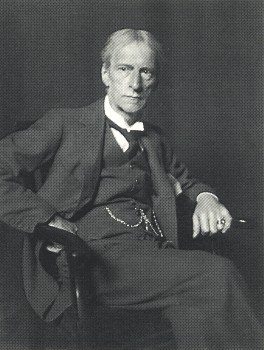
Якоб Хилсдорф — Портрет Губерта фон Геркомера (1909)

Родился единственным ребёнком в интеллектуальной семье — его отец был художником, скульптором и мебельным дизайнером, мать — учителем музыки. В 1851 семья уезжает в США, но в 1857 году возвращается в Европу и селится в Англии, в Саутгемптоне. Школу Губерт фактически не посещает, его образованием занимается отец. В 1863—1864 годах он учится в художественной школе под руководством Ричарда Бурчетта, которую оканчивает с бронзовой медалью. В 1865 Губерт с отцом приезжают в Мюнхен, где живут в стеснённых условиях в надежде, что молодой человек поступит в Мюнхенскую Академию искусств. Однако для длительного обучения в Баварии юноше требовалось сменить британское гражданство на местное, что означало и возможность призыва в баварскую армию — поэтому Геркомеры в 1866 году возвращаются обратно в Англию.
В 1866—1867 годах Губерт учится в художественной школе Южного Кенсингтона. В 1868 он переезжает в Лондон, в Челси, где первое время живёт в крайней бедности и был вынужден закладывать свои вещи. В 1869 году начинается сотрудничество Геркомера с только начавшей издаваться газетой The Graphic, принесшее молодому художнику первый успех. В течение нескольких последующих десятилетий он работает преимущественно как график, иллюстратор и карикатурист.
Начиная с 1875 года, после шумного успеха в Королевской Академии художеств его полотна Последнее заседание, Геркомер становится известным художником. В 1870 он проводит лето в Нормандии, где много рисует. В 1880, совместно с другими художниками, Геркомер основывает Общество художников-графиков и гравёров, целью которого является популяризации графического искусства среди населения. В 1883 году открывает художественную школу в Баши (Bushey), которой руководит до 1904 года. В 1885—1886 совершает пятимесячную поездку по США. Мастер тяжело заболел, но тем не менее  привёз из этой поездки  34 написанных портрета. Позднее преподаёт в Оксфордском университете.
Раннее творчество Г. Геркомера было посвящено преимущественно социальной тематике, с 1881 он выступает в основном как портретист, создавший сотни изображений своих современников. В поздний период творчества занимался также графикой, фотографией, ювелирным искусством.
В 1905 году Геркомер, сам заядлый автолюбитель, спонсировал авторалли по Германии, имевшее продолжение в 1906 и 1907 годах и сделавшее автоспорт в Германии популярным.
В 1907 году Губерт Геркомер был посвящён королём Эдуардом VII в рыцари, после чего стал сэром Губертом фон Геркомером.

## Звания и награды
- С 1889 года Губерт Геркомер становится кавалером Ордена Почётного легиона. В 1896 — командором Королевского Виктоританского ордена. В 1899 был награждён прусским орденом «Pour le Mérite».
- За свои художественные работы Гекркомер был награждён золотыми медалями на выставках и конкурсах: в Мюнхене (1879, 1885), Сиднее (малая золотая, 1880), Вене (1883, 1888), Берлине (1886), Париже (1889), Чикаго (1892), Брюсселе (1898); награждён Почётной медалью — в Париже (1878).
- С 1885 года Геркомер — член Берлинской Академии художеств, с 1890 — член британской Королевской Академии художеств. Был членом также ещё шести европейских академий и национальных художественных обществ.

## Галерея

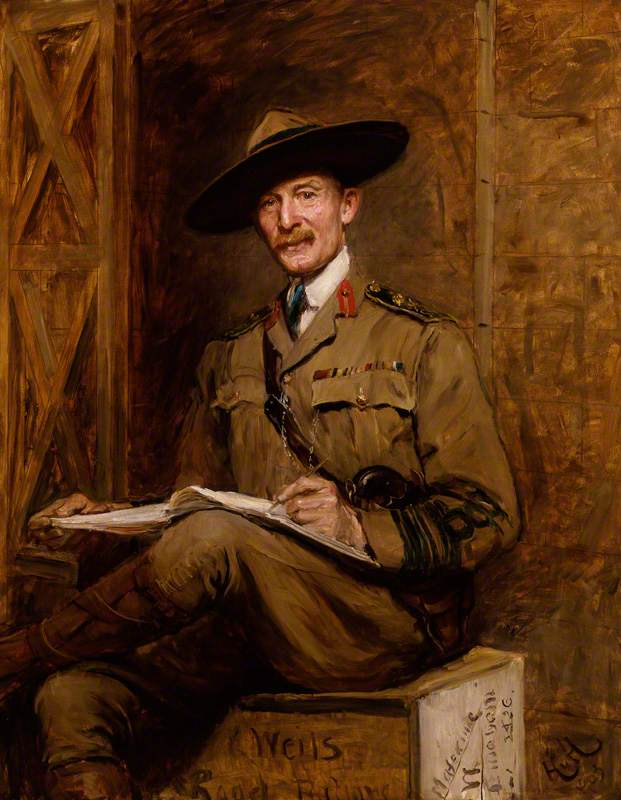
Портрет основателя скаутского движения Роберта Баден-Пауэлла
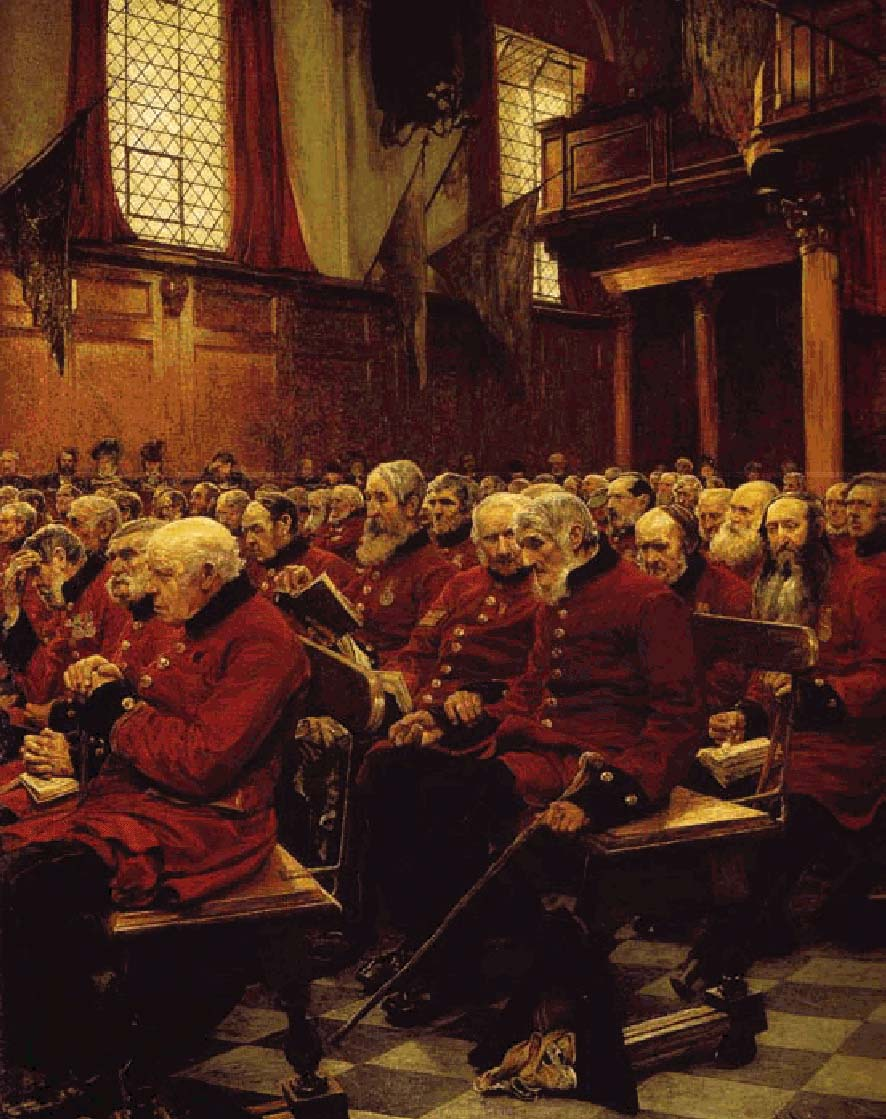
Последний сбор (ветераны британской армии в Королевском военном госпитале в Челси)
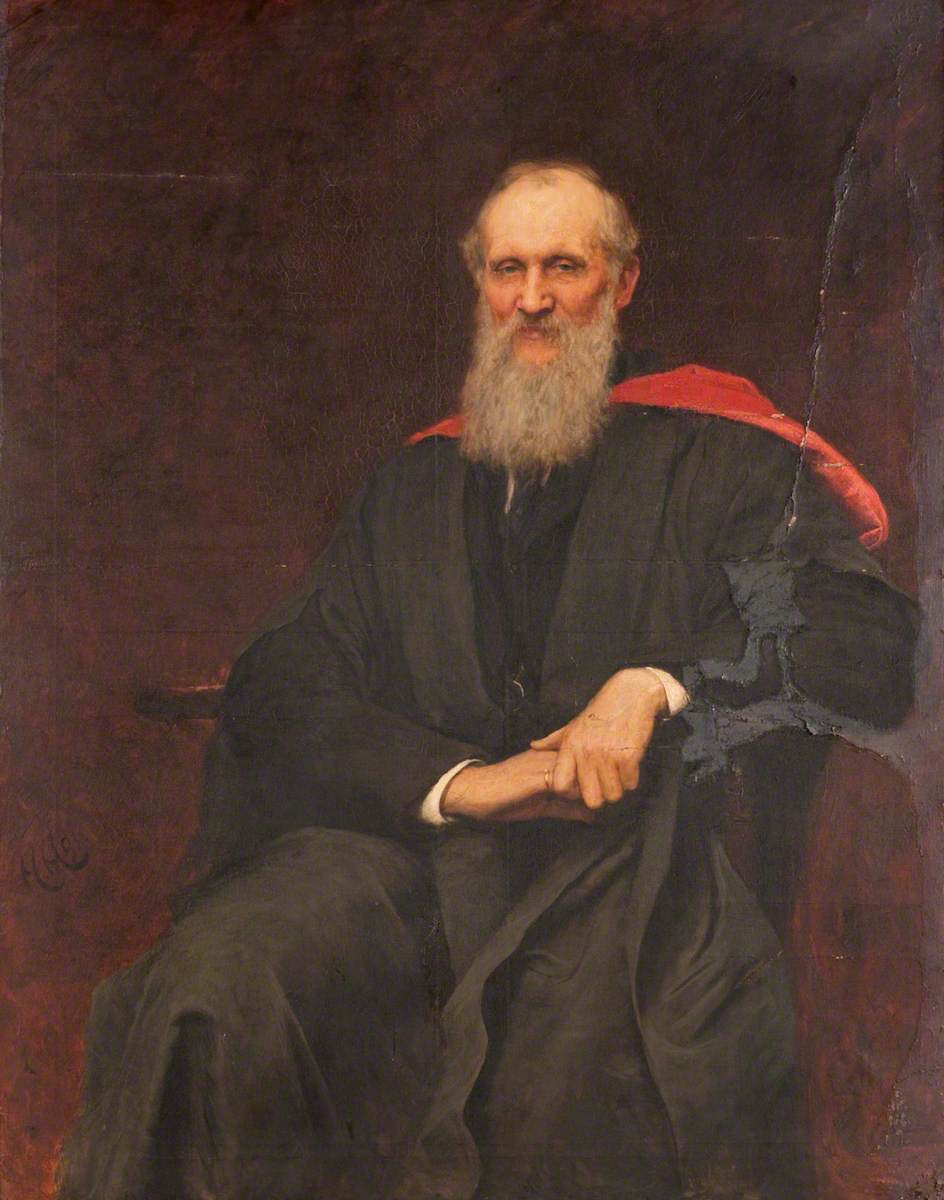
Портрет физика лорда Кельвина
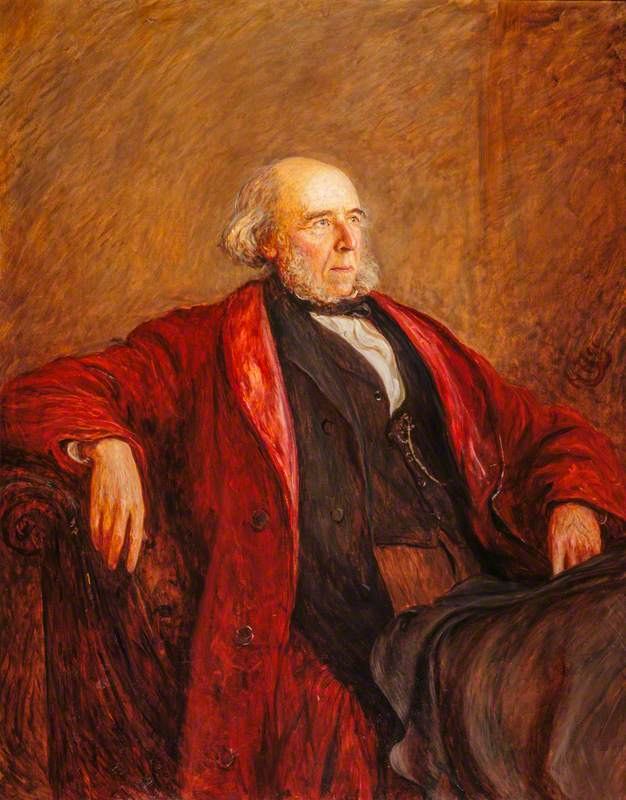
Портрет философа и социолога Герберта Спенсера
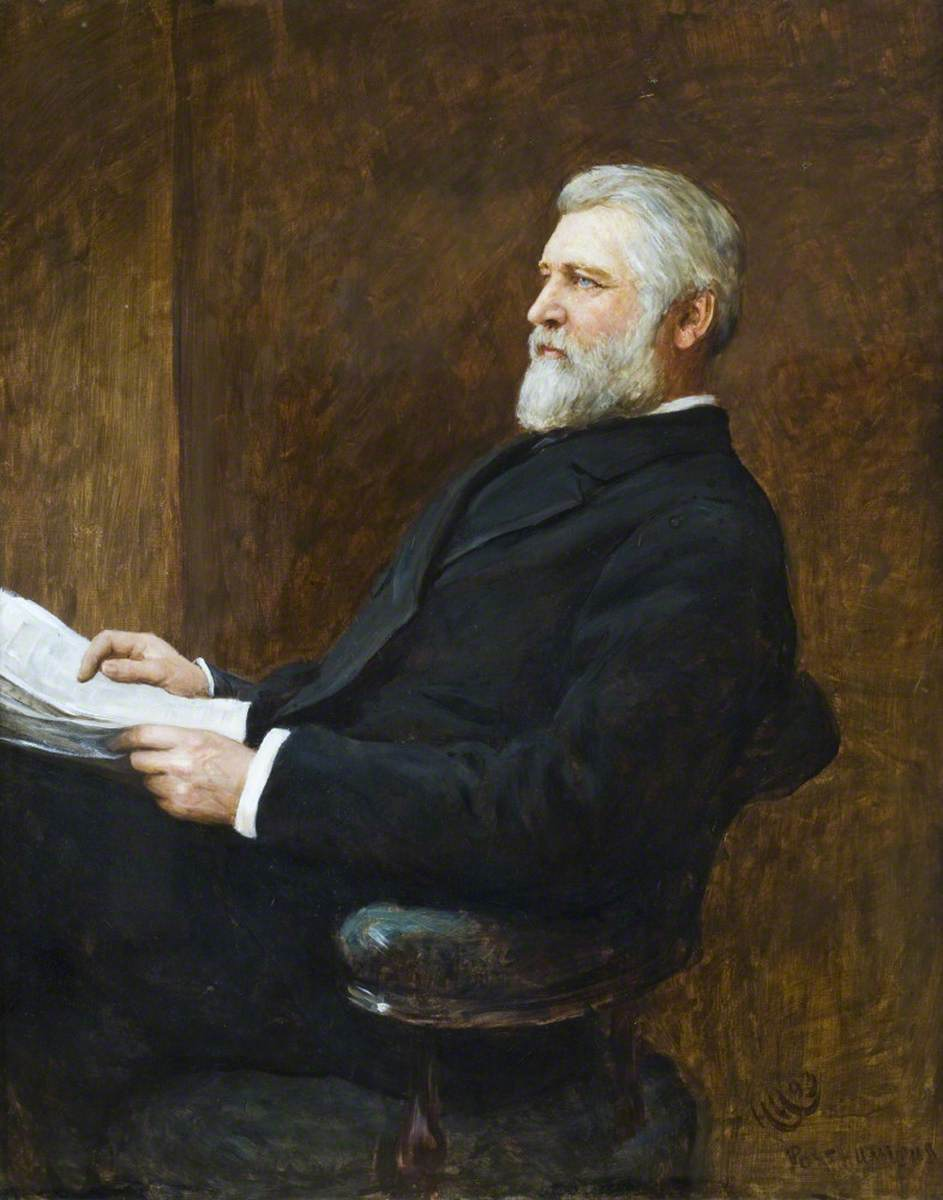
Портрет капитана Ричарда Фелипса  (1849–1914).